# Ернестина фон Изенбург-Бюдинген
Ернестина фон Изенбург-Бюдинген-Бирщайн (на немски: Ernestine zu Ysenburg-Büdingen-Birstein) e графиня от Изенбург-Бюдинген-Бирщайн и чрез женитба графиня на Липе-Детмолд.

## Биография
Родена е на 9 февруари 1614 година в Офенбах на Майн. Тя е дъщеря на граф Волфганг Хайнрих фон Изенбург-Бюдинген (1588 – 1638) и съпругата му графиня Мария Магдалена фон Насау-Висбаден (1592 – 1654), дъщеря на граф Йохан Лудвиг I фон Насау-Висбаден-Идщайн (1567 – 1596 след падане от прозорец) и графиня Мария фон Насау-Диленбург (1568 – 1632).
Умира на 5 декември 1665 година в Детмолд на 51-годишна възраст.

## Фамилия
Ернестина фон Изенбург-Бюдинген се омъжва на 1 януари 1648 г. за граф Херман Адолф фон Липе-Детмолд (1616 – 1666). Те имат децата:
- Симон Хайнрих (1649 – 1697), граф на Липе-Детмолд, женен на 27 септември 1666 г. в Клеве за бургграфиня Амалия, фон Дона (1644 – 1700)
- Анна Мария (1651 – 1690), абатиса на Капел
- София Ернестина (1652 – 1702), духовничка в Херфорд
- Йохана Елизабет (1653 – 1690), омъжена между 25 май и 4 юни 1677 г. в Детмолд за граф и бургграф Кристоф Фридрих фон Дона-Лаук (1652 – 1734)

Херман Адолф фон Липе-Детмолд се жени втори път на 27 февруари 1666 г. за графиня Амалия фон Липе-Браке (1629 – 1676).